# Konnotation
Konnotation (vom lateinischen Präfix con- „mit-“, „zusammen-“ und notatio „Anmerkung“) ist ein mehrdeutiger Ausdruck insbesondere der Logik und der Sprachwissenschaft: In der Logik bezeichnet er den Begriffsinhalt, in der Sprachwissenschaft die Nebenbedeutung.

## Konnotation im Sinne von Begriffsinhalt
Der Ausdruck Konnotation bedeutet in der Logik zusätzliche Begriffsinhalte. Unterschieden wird die Konnotation von der Denotation, die grundlegende Begriffsinhalte bedeutet.
Nach Gottlob Frege bedeutet Konnotation die intensionale Bezugnahme – den Inhalt oder die Intension eines Terminus – im Gegensatz zu seiner Extension.
Nach John Stuart Mill ist ein Wort „konnotativ“ (vgl. englisch connotative „mitbezeichnend“), „wenn es außer einem Gegenstand auch eine seiner Eigenschaften bezeichnet; es ist nicht-konnotativ […], wenn es nur einen Gegenstand oder eine Eigenschaft allein bezeichnet.“

## Konnotation im Sinne von Nebenbedeutung

### Begriff
In der Sprachwissenschaft, genauer in der Semantik, bedeutet Konnotation die Nebenbedeutung eines sprachlichen Ausdrucks. Im Vordergrund der Betrachtung steht meist die Konnotation einzelner Wörter. Man kann aber auch „Wort-, Satz- oder Textkonnotationen beschreiben“. In der Wortsemantik bezeichnet Konnotation die zusätzliche gedankliche Struktur, die die Hauptbedeutung (die Denotation, das Denotat) eines Wortes begleitet und die stilistischen, emotionalen, affektiven Wortbedeutungskomponenten enthält – also das, was bei der Verwendung eines Begriffs bewusst oder unbewusst noch mitschwingt.
Konnotation wird mitunter von einer bloßen Assoziation abgegrenzt, die im Gegensatz zur Konnotation nicht zur eigentlichen Bedeutung gehört, jedoch als deren Begründung(en) anzusehen sein soll. So hat das Wort Köter im Vergleich zu Hund eine negative Konnotation. Der Gedanke an Flöhe bei Hund soll nur eine Assoziation sein. Richtig erscheint zudem die Unterscheidung zwischen konventionalisierter und rein individueller Konnotation.
Gegenbegriff zu Konnotation ist die Denotation. Merkmalstheoretisch unterscheidet man entsprechend bei den semantischen Merkmalen konnotative Merkmale von denotativen Merkmalen.

### Abhängigkeiten

#### Kulturelle Abhängigkeit
Konnotationen des gleichen Wortes können sich je nach Sprecher, Sprechergruppen und Kultur unterscheiden.
Durch einen ursprünglich neutralen Begriff quasi „schleichend“ zugeschriebene Beibedeutungen über Zeiten und Kulturen hinweg kann es zu einem Bedeutungswandel und zur Bedeutungsumkehr kommen, beispielsweise bei den Begriffen Regime und Weib.
Ein Verfahren, mit dem die Konnotationen erforscht werden können, die eine Versuchspersonengruppe mit einem beliebigen Wort oder mit einem anderen Stimulus verbindet, ist das semantische Differential. Bei diesem Verfahren werden Versuchspersonen gebeten, zu einem Wort (Stimulus) auf einer Skala von Gegenbegriffen anzukreuzen, wie stark für sie eine vorgegebene Skaleneigenschaft zutrifft. So kann etwa das Wort „Mutter“ auf Skalen wie „groß … klein“, „stark … schwach“ eingestuft werden. Bearbeitet man mit einer Versuchspersonengruppe eine ganze Reihe solcher Skalen für ein Wort oder einen anderen Stimulus, etwa Berufsgruppen, erhält man eine durchschnittliche Einstufung, die anschließend Vergleiche zwischen verschiedenen Gruppen von Personen zulässt.

#### Individuelle Unterschiede
Konnotationen sind nicht nur charakteristisch für Personengruppen. Aufgrund unterschiedlicher Lebenserfahrungen können die persönlichen Konnotationen bei bestimmten Ausdrücken sehr unterschiedlich ausfallen. Wer etwa unter der Obhut einer liebevollen Mutter aufgewachsen ist, hat beim Wort „Mutter“ wahrscheinlich andere Konnotationen als jemand, dessen Mutter ihr Kind misshandelt hat.

### Beispiele
- Verschiedene Konnotationen sind eine Methode, um Synonyme zu unterscheiden (bzw. ein Grund, warum es keine „echten“ Synonyme sind). So teilen die Wörter „Quacksalber“, „Onkel Doktor“ und „Halbgott in Weiß“ alle die Denotation „Arzt“, aber unterscheiden sich durch die Konnotationen („taugt nichts“, „familiäre Beziehung“, „kann alles, oder glaubt das zumindest“).
- Vielzitiert ist der Ausspruch Eine Rose ist eine Rose ist eine Rose von Gertrude Stein, mit dem auf die verschiedenen Konnotationen des Begriffes angespielt wird. „Eigentlich“ ist die Rose nur eine Zierpflanze, mitschwingende Bedeutungen sind hier Liebe, Wohlgeruch, Vergänglichkeit und verschiedene politische Bedeutungen sowie Schmerz durch die „mitgedachten“ Stacheln.
- Eigennamen sind üblicherweise nicht konnotativ, da sie nur Individuen, aber nicht deren Eigenschaften bezeichnen. Ausnahmen bilden Eigennamen von wichtigen Orten, Personen oder sonstigen Sachverhalten, die Konnotationen erhalten können, zum Beispiel Mallorca, Hitler, Kevin[7][8] und Hiroshima.